# 7222 Alekperov
7222 Alekperov eller 1981 TJ3 är en asteroid i huvudbältet som upptäcktes den 7 oktober 1981 av den ryska astronomen Tamara Smirnova vid Krims astrofysiska observatorium på Krim. Den har fått sitt namn efter den azerisk-ryska oligarken Vahid Äläkbärov.
Asteroiden har en diameter på ungefär 16 kilometer.